# Panji Anom
Panji Anom is een bestuurslaag in het regentschap Buleleng van de provincie Bali, Indonesië. Panji Anom telt 5731 inwoners (volkstelling 2010).